# Parè
Parè är en ort och frazione i kommunen Colverde i provinsen Como i regionen Lombardiet i Italien. 
Parè upphörde som kommun den 4 februari 2014 och bildade med de tidigare kommunerna Drezzo och Gironico den nya kommunen Colverde. Den tidigare kommunen hade 1 806 invånare (2013).